# Psevdokutikula
Psevdokutikula je navidezna povrhnjica. Klasičen primer kutikule sta obe povrhnjici listov rastlin. Psevdokutikula je povrhnjica, a le s to izjemo, da ni prava. Sestavlja pa jo predvsem snovi gostitelja, zato da gostiteljev imunski sistem v organizmu ne zazna tujka (na primer trakulje). S tem je njegova reakcija upočasnjena, hkrati pa trakulja lahko takrat že odraste.